# Stanley Logan
Pour les articles homonymes, voir Logan.
Stanley Logan est un acteur, dialoguiste, metteur en scène et réalisateur anglais, né le 12 juin 1885 à Earlsfield (Grand Londres, Angleterre), mort le 30 janvier 1953 à New York (État de New York).

## Biographie
Comme acteur, Stanley Logan débute dans son pays natal au théâtre, où il joue dès les années 1900 et jusqu'au début des années 1920, notamment à Londres. Au cinéma, il apparaît d'abord dans quatre films muets britanniques, respectivement sortis en 1914 (le court métrage Always Tell Your Wife), 1918 et 1919 (deux réalisations de Wilfred Noy), et enfin 1923 (Always Tell Your Wife, court métrage coréalisé par Alfred Hitchcock, remake du pré-cité de 1914).
Puis il s'installe définitivement aux États-Unis, où il poursuit dans un premier temps sa carrière théâtrale. À Broadway, il est acteur de 1923 à 1928 et metteur en scène de 1928 à 1932, avant une ultime mise en scène en 1945. En particulier, il collabore à trois pièces françaises (adaptées pour Broadway), Dans sa candeur naïve de Jacques Deval (1927, comme acteur, avec Leslie Howard), Topaze de Marcel Pagnol (1930, comme metteur en scène, avec Frank Morgan dans le rôle-titre et Harry Davenport), et Domino de Marcel Achard (son avant-dernière mise en scène, 1932, avec Jessie Royce Landis et Walter Kingsford).
Dans son pays d'adoption, Stanley Logan revient au cinéma (principalement au sein de la Warner) avec trente-et-un films américains comme acteur, entre 1939 et 1952. Citons Arise, My Love de Mitchell Leisen (1940, avec Claudette Colbert et Ray Milland), Le Président Wilson d'Henry King (1944, avec Alexander Knox dans le rôle-titre), La Dynastie des Forsyte de Compton Bennett (1949, avec Errol Flynn et Greer Garson), et Double Crossbones de Charles Barton (1951, avec Donald O'Connor). Son dernier film, dans un petit rôle non crédité, est Le Prisonnier de Zenda de Richard Thorpe (version de 1952, avec Stewart Granger et Deborah Kerr).
Comme dialoguiste, il contribue à vingt-trois films américains de 1933 à 1940, dont Capitaine Blood de Michael Curtiz (1935, avec Errol Flynn et Olivia de Havilland) et La Tornade de William Dieterle (1937, avec Kay Francis et Errol Flynn). Et, expérience unique, il est scénariste (non crédité) d'un film sorti en 1938.
D'abord assistant-réalisateur de deux films sortis en 1932 (dont Vingt mille ans sous les verrous de Michael Curtiz), Stanley Logan est lui-même réalisateur de quatre films, First Lady (1937, avec Kay Francis, Preston Foster et Anita Louise), Love, Honor and Behave (1938, avec Priscilla Lane, John Litel et Thomas Mitchell), Women are like that (1938, avec Kay Francis, Pat O'Brien et Ralph Forbes) et The Falcon's Brother (en) (1942, avec George Sanders, Tom Conway et Jane Randolph), les trois premiers produits par la Warner, le dernier par la RKO.
Il épouse en secondes noces l'actrice, costumière, chanteuse et violoniste française Odette Myrtil (1898-1978).

## Théâtre

### En Angleterre (sélection)
(comme acteur, à Londres, sauf mention contraire)
- 1903-1904 : A Cigarette Maker's Romance de Charles Hannan et The Only Way de Freeman Wills, avec Milton Rosmer (à Bristol)
- 1909-1910 : The Naked Truth de George Paston (à Southampton)
- 1910-1911 : The Master of Mrs. Chilvers de Jerome K. Jerome, avec Edmund Gwenn, Cathleen Nesbitt
- 1911-1912 : The Pigeon de John Galsworthy, avec Gladys Cooper
- 1912 : Milestones d'Arnold Bennett et Edward Knoblock, avec Lionel Atwill, Gladys Cooper
- 1917-1918 : Around the World, revue, musique d'Herman Finck, lyrics et livret de C. M. S. McLellan, avec Jack Buchanan
- 1920-1921 : Love d'A. Arabian, avec Frederick Worlock

### À Broadway (intégrale)

#### Comme acteur
- 1923-1924 : Little Miss Bluebeard de Gabor Dregely, adaptation d'Avery Hopwood, avec Eric Blore
- 1924-1925 : Carnaval (Carnival - titre original : Farsang) de Ferenc Molnár, adaptation de Melville Baker, mise en scène de Frank Reicher, avec Berton Churchill, Elsie Ferguson
- 1925 : The Dark Angel d'H. B. Trevelyan, avec John Williams
- 1925 : La Dernière Nuit de Don Juan (Last Night of Don Juan) d'Edmond Rostand, adaptation de Sidney Howard, avec Violet Kemble-Cooper, Henry O'Neill, Edgar Stehli
- 1926 : Loose Ends de Dion Titheradge
- 1926-1927 : The Padre, avec Leo Carrillo (+ adaptation et mise en scène)
- 1927 : The Dark de Martin Brown, mise en scène de George Cukor, avec Louis Calhern
- 1927 : Dans sa candeur naïve (Her Cardboard Lover) de Jacques Deval, adaptation de Valerie Wyngate et P. G. Wodehouse, avec Leslie Howard
- 1927 : Her First Affair de Merrill Rogers, avec Aline MacMahon
- 1927 : People don't do such Things de Lyon Mearson et Edgar M. Schoenberg, avec Isobel Elsom
- 1928 : Mrs. Dane's Defense d'Henry Arthur Jones, avec Alison Skipworth, Robert Warwick
- 1928 : Sherlock Holmes de William Gillette, d'après les écrits d'Arthur Conan Doyle, avec Raymond Guion, Robert Warwick
- 1928 : Within the Law de Bayard Veiller, avec Claudette Colbert, Robert Warwick
- 1928 : The Secret Flame de William Somerset Maugham

#### Comme metteur en scène
- 1928-1929 : The Red Robe de Stanley Weyman
- 1929 : Security d'Esme Wynne-Tyson, avec Marjorie Gateson, Thurston Hall
- 1929 : Music in May, opérette, musique d'Emile Berte et Maury Rubens, livret d'Heinz Merley et Kurt Breuer, adapté par Fanny Todd Mitchell (mise en scène conjointement avec Lou Morton)
- 1929 : Broadway Nights, revue, musique de Sam Timberg, Lee David et Maury Rubens, lyrics de Moe Jaffe, livret d'Edgar Smith (en), chorégraphie de Busby Berkeley et Chester Hale
- 1929-1930 : Young Sinners d'Elmer Harris, avec Raymond Guion
- 1930 : Topaze de Marcel Pagnol, adaptation de Benn W. Levy, avec Frank Morgan, Harry Davenport
- 1930 : His Majesty's Car d'Attila von Orbok, adaptation de Fanny et Frederic Hatton, avec Miriam Hopkins
- 1930 : As Good as New de Thompson Buchanan, avec Marjorie Gateson, Otto Kruger, Lionel Pape
- 1930-1931 : Purity de Rene Wachthausen, adaptation de Barre Dunbar et Ralph Roeder
- 1931 : Colonel Satan de Booth Tarkington, avec Jessie Royce Landis, Arthur Treacher
- 1931 : A Modern Virgin d'Elmer Harris, avec Margaret Sullavan
- 1931 : Marriage for Three d'Elmer Harris, avec Jessie Royce Landis, Verree Teasdale
- 1931-1932 : Society Girl de John Larkin Jr., avec Brian Donlevy, Claire Luce
- 1932 : Alice Sit-by-the-Fire et The Old Lady shows Her Medals de J. M. Barrie
- 1932 : Domino de Marcel Achard, adaptation de Grace George, avec Jessie Royce Landis, Walter Kingsford
- 1945 : Marriage is for Single People de Stanley Richards

## Filmographie

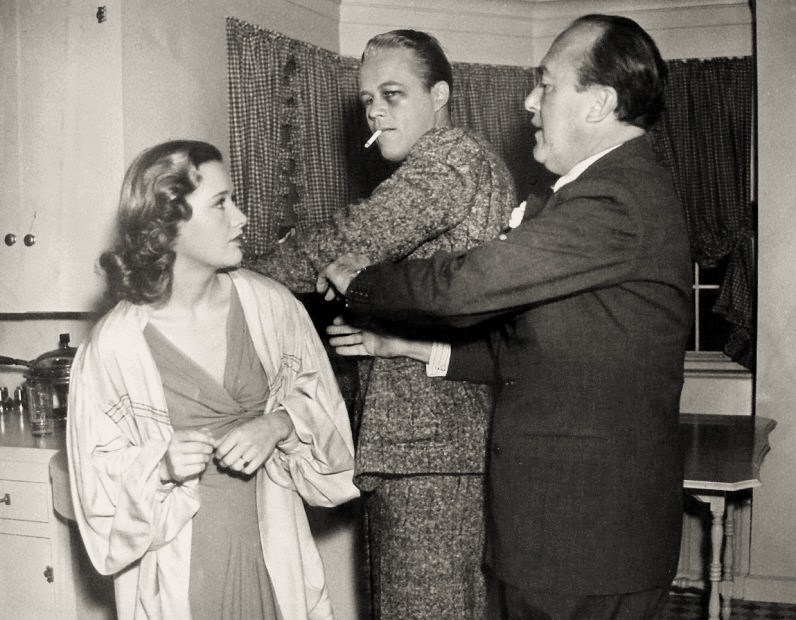
Comme réalisateur, sur le tournage de Love, Honor and Behave (1938), avec Priscilla Lane et Wayne Morris (au centre)

(films américains, sauf mention contraire)

### Comme acteur (sélection)
- 1918 : What would a Gentleman do ? de Wilfred Noy (film britannique)
- 1919 : Has he was born de Wilfred Noy (film britannique)
- 1923 : Always Tell Your Wife d'Hugh Croise et Alfred Hitchcock (court métrage britannique)
- 1937 : La Tornade (Another Dawn), de William Dieterle
- 1939 : Nous ne sommes pas seuls (We Are Not Alone) d'Edmund Goulding
- 1940 : My Son, My Son ! de Charles Vidor (+ dialoguiste)
- 1940 : Éveille-toi mon amour (Arise, my love) de Mitchell Leisen
- 1940 : Women in War de John H. Auer
- 1940 : Escape to Glory de John Brahm
- 1940 : L'Étoile d'Afrique (South of Suez) de Lewis Seiler
- 1941 : Singapore Woman de Jean Negulesco
- 1942 : Nightmare de Tim Whelan
- 1942 : Counter-Espionage d'Edward Dmytryk
- 1943 : Rencontre à Londres (Two Tickets to London) d'Edwin L. Marin
- 1943 : Amour et Swing (Higher and Higher) de Tim Whelan
- 1944 : La Femme aux araignées (Spider Woman) de Roy William Neill
- 1944 : Le Président Wilson (Wilson) d'Henry King
- 1946 : Three Strangers de Jean Negulesco
- 1948 : The Challenge (en) de Jean Yarbrough
- 1949 : La Dynastie des Forsyte (That Forsyte Woman) de Compton Bennett
- 1949 : La Bataille des sables (Sword in the Desert) de George Sherman
- 1950 : Young Daniel Boone (en) de Reginald Le Borg
- 1951 : Double Crossbones de Charles Barton
- 1951 : Tarzan et la reine de la jungle (Tarzan's Peril) de Byron Haskin
- 1951 : L'Amant de Lady Loverly (The Law and the Lady) d'Edwin H. Knopf
- 1952 : L'Affaire Cicéron (Five Fingers) de Joseph L. Mankiewicz
- 1952 : Les Misérables de Lewis Milestone
- 1952 : Le Prisonnier de Zenda (The Prisoner of Zenda) de Richard Thorpe

### Comme dialoguiste (sélection)
- 1933 : Female de Michael Curtiz
- 1933 : Ex-Lady de Robert Florey
- 1934 : Mariage secret (The Secret Bride) de William Dieterle
- 1935 : Capitaine Blood (Captain Blood) de Michael Curtiz
- 1935 : La Dame en rouge (The Woman in Red) de Robert Florey
- 1935 : Le Songe d'une nuit d'été (A Midsummer Night's Dream) de William Dieterle et Max Reinhardt
- 1936 : La Charge de la brigade légère (The Charge of the Light Brigade) de Michael Curtiz
- 1937 : Stolen Holiday de Michael Curtiz
- 1937 : La Tornade (Another Dawn) de William Dieterle
- 1938 : Suez d'Allan Dwan
- 1939 : La Vie privée d'Élisabeth d'Angleterre (The Private Lives of Elizabeth and Essex) de Michael Curtiz

### Comme réalisateur (intégrale)
- 1937 : First Lady
- 1938 : Love, Honor and Behave
- 1938 : Women are like that
- 1942 : The Falcon's Brother

### Autres fonctions (intégrale)
- 1932 : Lawyer Man de William Dieterle (assistant-réalisateur)
- 1932 : Vingt mille ans sous les verrous (20,000 Years in Sing Sing) de Michael Curtiz (assistant-réalisateur)
- 1938 : Men Are Such Fools de Busby Berkeley (scénariste)